# 養父市ケーブルテレビジョン
養父市ケーブルテレビジョン（やぶしケーブルテレビジョン、英: YABU CITY TELEVISION）は、兵庫県養父市が運営しているケーブルテレビ局である。通称はふれあいネット。

## 概要
2004年（平成16年）4月1日に市町村合併のため、旧八鹿町・養父町・大屋町のやぶぐんふれあいネットと旧関宮町の関宮町有線テレビジョン（せきみやまちゆうせんテレビジョン、通称：SYT）が合併して成立した。当初の主なサービスはテレビ（FM）放送の他、域内固定電話サービス・インターネット接続サービス・告知放送サービスを実施していた。
2006年（平成18年）4月1日から地上デジタル放送を同一周波数パススルー方式で開始した。また、2009年（平成21年）12月1日からデジタル自主放送を11チャンネルで開始した。
2014年（平成26年）に養父市はケーブルテレビ事業の民間化を決定。以降テレビ（FM）放送・域内固定電話・インターネット接続の3サービスをケイ・オプティコム（eo光テレビ）へ移行を進めた。
告知放送サービス（防災行政告知システム）については新システムへ更新し、2022年現在のふれあいネットは自主放送の制作とテレビ大阪、KBS京都の再放送のみ（養父市が再放送同意を得てeo光テレビ契約者が視聴できるかたち）となっている。

## サービスエリア
- 兵庫県養父市

## 公営時代の主な放送チャンネル

### 地上波系列別再送信局
| NHK-G   | NHK-E   | NNN/NNS    | ANN            | JNN      | TXN        | FNN/FNS    | JAITS              |
| ------- | ------- | ---------- | -------------- | -------- | ---------- | ---------- | ------------------ |
| NHK神戸 | NHK大阪 | 読売テレビ | 朝日放送テレビ | 毎日放送 | テレビ大阪 | 関西テレビ | サンテレビ KBS京都 |

### テレビ局
- KBS京都とテレビ大阪については区域外の放送であるため、デジアナ変換は行われていない。

| リモコンID | デジタル | 放送局                   |
| ---------- | -------- | ------------------------ |
| 地上1      | D011     | NHK神戸総合              |
| 地上2      | D021     | NHK大阪教育              |
| 地上3      | D031     | サンテレビ               |
| 地上4      | D041     | 毎日放送                 |
| 地上5      | D051     | KBS京都                  |
| 地上6      | D061     | 朝日放送                 |
| 地上7      | D071     | テレビ大阪               |
| 地上8      | D081     | 関西テレビ               |
| 地上10     | D101     | 読売テレビ               |
| 地上11     | D111     | 自主放送（まちづくり）   |
| 地上12     | D112     | 自主放送（コミュニティ） |
| BS1        |          | NHKBS                    |
| BS4        |          | BS日テレ                 |
| BS5        |          | BS朝日                   |
| BS6        |          | BS-TBS                   |
| BS7        |          | BSテレ東                 |
| BS8        |          | BSフジ                   |

### ラジオ局
| MHz  | 放送局       |
| ---- | ------------ |
| 76.4 | FMジャングル |
| 77.8 | ラジオ関西   |
| 78.4 | Kiss FM KOBE |
| 80.2 | FM802        |
| 82.6 | α-STATION    |
| 83.2 | NHK神戸FM    |
| 85.1 | FM大阪       |